# Џејмс Блејк (музичар)
Џејмс Блејк Лидерланд (енгл. James Blake Litherland; Лондон, 26. септембар 1988), познатији као Џејмс Блејк, енглески је певач, аутор песама, мултиинструменталиста и музички продуцент.

## Дискографија

### Студијски албуми
- (2011)
- (2013)
- (2016)
- (2019)
- (2021)
- Playing Robots into Heaven (2023)

### издања
- (2010)
- (2010)
- (2010)
- (2011)
- (2011)
- (2014)
- (2020)
- (2020)

## Награде и номинације
- Награда Меркјури

| Година | Категорија   | Номиновано дело | Исход      |
| ------ | ------------ | --------------- | ---------- |
| 2011.  | Албум године |                 | Номинација |
| 2013.  | Албум године |                 | Освојено   |

- Награде Греми

| Година | Категорија                        | Номиновано дело | Исход      |
| ------ | --------------------------------- | --------------- | ---------- |
| 2019.  | Најбољи албум алтернативне музике |                 | Номинација |